# Gerbillus pusillus
Gerbillus pusillus је врста глодара из породице мишева.

## Распрострањење
Ареал врсте покрива средњи број држава. Врста је присутна у Судану, Етиопији, Сомалији, Кенији и Танзанији.

## Станиште
Станишта врсте су травна вегетација и екосистеми ниских трава и шумски екосистеми.

## Угроженост
Ова врста није угрожена, и наведена је као последња брига јер има широко распрострањење.